# UFC Fight Night: Сёгун — Смит
UFC Fight Night: Shogun vs. Smith (также UFC Fight Night 134) — турнир по смешанным единоборствам, проведённый организацией Ultimate Fighting Championship 22 июля 2018 года на стадионе «Барклейкард Арена» в Гамбурге, Германия.
В главном бою вечера американец Энтони Смит нокаутировал бразильца Маурисиу «Сёгуна» Руа.

## Предыстория
UFC Fight Night 134 стал вторым турниром UFC, проведённым в Гамбурге (после UFC Fight Night 93, состоявшегося в сентябре 2016 года).
Изначально главным событием вечера планировался бой в полутяжёлом весе между бывшим претендентом на титул чемпиона UFC Волканом Оздемиром и бывшим обладателем титула чемпиона UFC Маурисиу «Сёгуном» Руа. Бойцы должны были встретиться ещё на турнире UFC Fight Night 129 в Чили, однако у Оздемира тогда возникли проблемы с получением визы, и противостояние перенесли в Гамбург. В конечном счёте Оздемир отказался от встречи с Руа в пользу боя с Александром Густафссоном на турнире UFC 227 месяцем позже. В качестве замены ему матчмейкеры выбрали Энтони Смита.
Бой в легчайшем весе между Дейви Грантом и Мэнни Бермудесом должен был состояться ещё на UFC Fight Night 130 в Ливерпуле, но Грант в то время вынужден был отказаться из-за стафилококковой инфекции, и поединок перенесли на гамбургский турнир.
Изначально соперником бывшего претендента на титул чемпиона в полутяжёлом весе Гловера Тейшейры являлся Илир Латифи, однако 5 июля тот сообщил о травме и снялся с турнира. В итоге его заменил Кори Андерсон, победитель бойцовского реалити-шоу The Ultimate Fighter.
Алан Джубан, который должен был встретиться здесь с Дэнни Робертсом, 12 июля снялся с турнира, сославшись на травму шеи. Заменой стал новичок организации Давид Завада.

## Результаты
| Категория                            |                   |      |                  | Способ                                      | Раунд | Время | Примечание |
| Основные бои (Fox Sports 1)          |                   |      |                  |                                             |       |       |            |
| Полутяжёлый вес                      | Энтони Смит       | поб. | Маурисиу Руа     | Нокаут (удары локтями и руками)             | 1     | 1:29  |            |
| Полутяжёлый вес                      | Кори Андерсон     | поб. | Гловер Тейшейра  | Единогласное решение (30-27, 30-27, 30-27)  | 3     | 5:00  |            |
| Средний вес                          | Абу Азайтар       | поб. | Витор Миранда    | Единогласное решение (30-27, 30-27, 29-28)  | 3     | 5:00  |            |
| Тяжёлый вес                          | Марчин Тыбура     | поб. | Стефан Стрюве    | Единогласное решение (30-27, 30-27, 29-28)  | 3     | 5:00  |            |
| Полусредний вес                      | Дэнни Робертс     | поб. | Давид Завада     | Раздельное решение (27-30, 29-28, 29-28)    | 3     | 5:00  |            |
| Лёгкий вес                           | Насрат Хакпараст  | поб. | Марк Диакези     | Единогласное решение (30-27, 30-27, 30-26)  | 3     | 5:00  |            |
| Предварительные бои (Fox Sports 1)   |                   |      |                  |                                             |       |       |            |
| Лёгкий вес                           | Дамир Хаджович    | поб. | Ник Хайн         | Раздельное решение (29-28, 28-29, 29-28)    | 3     | 5:00  |            |
| Полусредний вес                      | Бартош Фабиньский | поб. | Эмиль Вебер Меэк | Единогласное решение (30-27, 29-28, 29-28)  | 3     | 5:00  |            |
| Полулёгкий вес                       | Над Наримани      | поб. | Халид Таха       | Единогласное решение (30-27, 30-27, 30-27)  | 3     | 5:00  |            |
| Полутяжёлый вес                      | Александр Ракич   | поб. | Джастин Ледет    | Единогласное решение (30-25, 30-24, 30-24)  | 3     | 5:00  |            |
| Предварительные бои (UFC Fight Pass) |                   |      |                  |                                             |       |       |            |
| Легчайший вес                        | Мэнни Бермудес    | поб. | Дейви Грант      | Техническая сдача (треугольник)             | 1     | 0:59  |            |
| Полутяжёлый вес                      | Дарко Стошич      | поб. | Джереми Кимболл  | Технический нокаут (удары локтями и руками) | 1     | 3:13  |            |
| Легчайший вес                        | Лю Пинюань        | поб. | Дамиан Стасяк    | Единогласное решение (30-27, 29-28, 29-28)  | 3     | 5:00  |            |

## Награды
Следующие бойцы были удостоены денежного бонуса в $50,000:
- Бой вечера: Дэнни Робертс — Давид Завада
- Выступление вечера: Энтони Смит и Мэнни Бермудес